# جوردي بويجس
جوردي بويجس (بالهولندية: Jordy Buijs) (28 ديسمبر 1988 بريدركيرك في هولندا - ) هو لاعب كرة قدم هولندي في مركزي الوسط وقلب الدفاع. لعب مع دي غرافشاب ورودا ياي سي وفاينورد ونادي هيرنفين وناك بريدا.

## وصلات خارجية
- جوردي بويجس على موقع الاتحاد الأوربي (الإنجليزية)
- جوردي بويجس على موقع رابطة كرة القدم اليابانية للمحترفين (اليابانية)
- جوردي بويجس على موقع قاعدة بيانات كرة القدم.إي يو (الإنجليزية)
- جوردي بويجس على موقع Soccerway.com (الإنجليزية)
- جوردي بويجس على موقع عالم كرة القدم.نت (الإنجليزية)